# La Madone de Casa Santi
La Madone de Casa Santi  est une peinture religieuse à fresque de Raphaël. Le tableau est situé dans la chambre de sa maison natale Casa Santi de Urbino.

## Histoire
Peinte vers 1498, La Madone de Casa Santi est une des toutes premières œuvres de jeunesse de Raphaël alors âgé de quinze ans.
L'œuvre peinte à fresque dans la chambre dans laquelle Raphaël est probablement né était attribuée initialement à son père Giovanni Santi qui aurait représenté son épouse et son propre fils (Giovanni Battista Cavalcaselle).
Cette attribution confirmée par Adolfo Venturi, a été abandonnée en faveur du jeune Raphaël par les historiens d'art Carlo Ludovico Ragghianti, Roberto Longhi et Brizio. La similitude du visage de Marie avec celui de la servante de la Nativité de la Vierge de la prédelle du Retable de Fano, du Pérugin et de son atelier ont aussi permis d'attribuer à Raphaël cette tablette.

## Composition
Le tableau représente Marie assise dans une niche architecturale, lisant un livre et tenant dans ses bras l'Enfant Jésus.
Conformément à l'iconographie chrétienne de la Madonna leggente, la Vierge Marie tient ou est proche d'un livre ouvert, ici elle le lit, comme dans la Madone Pasadena du Norton Simon Museum, la Madonna Connestabile, la Madonna Colonna et la Madonna del Cardellino.

## Attribution
L'attribution à Raphaël est unanime.

## Analyse
La Vierge est présentée de profil, dans une niche, l'Enfant dormant assis sur ses genoux, le visage appuyé sur ses propres bras tendrement posés sur le poignet gauche de sa mère. Marie est absorbée par la lecture d'un livre posé devant elle sur un lutrin. L'ombre de la niche met en évidence son profil qui renvoie aux exemples florentins du milieu du XVe siècle de Piero della Francesca qui avait travaillé à Urbino. La même atmosphère, couleurs claires, la lumière, rappellent les modèles qui circulaient à l'époque à la cour d'Urbino.
La peinture semble annoncer le style de l'art de la maturité de Raphaël caractérisé par l'intimité et la douceur entre la Vierge et son Enfant, la façon de lier les deux personnages, l'opposition des tonalités claires et sombres ainsi que l'attitude naturelle de l'Enfant Jésus tendrement endormi qui se tapit dans le sein de sa mère.

## Sources
- (it) Cet article est partiellement ou en totalité issu de l’article de Wikipédia en italien intitulé « Madonna di Casa Santi » (voir la liste des auteurs).